# محمود سالارکیا
محمود سالار کیا وکیل پایه یک دادگستری,قاضی بازنشسته, بازرس قضایی سازمان بازرسی کل کشور ,مدیر کل حقوقی کمیته امداد امام خمینی ,جانشین دادستان چالوس و نوشهر, دادرس دیوان عدالت اداری و معاون سابق دادستان تهران در امور زندانها است. وی همچنین معاونت ستاد مدیریت حمل و نقل و سوخت و سرپرستی حقوقی و ریاست کمیته انضباطی باشگاه پرسپولیس را در کارنامه دارد. انتصاب محمود سالار کیا به سرپرست حقوقی و ریاست کمیته انضباطی باشگاه پرسپولیس بر اساس نزدیکی وی با محمد رویانیان مدیر عامل وقت باشگاه پرسپولیس صورت گرفت. 